# Чешско-сингапурская торговая палата
Чешско-Сингапурская Торговая Палата (чеш. Česko-singapurská obchodní komora, англ. Czech-Singapore Chamber of Commerce) — организация, объединяющая 60 чешских компаний с деловыми интересами в Сингапуре и Юго-Восточной Азии. Она также является платформой для встреч с важными личностями самых высоких деловых кругов в Сингапуре. Президентом Чешско-Сингапурской Торговой Палаты является Марсел Беднарж.
Чешско-Сингапурская Торговая Палата организует деловые миссии и деловые поездки компаний в Сингапур, встречи B2B с делегациями Сингапурских предпринимателей и инвесторов, специальные семинары и бизнес-конференции (встречи с местными и иностранными деятелями из политики и бизнеса — сосредоточено на Сингапур и Азию), лекции и дискуссионные встречи (о деловом опыте в Сингапуре и о местной деловой практике).
На основе личных контактов, Чешско-Сингапурская Торговая Палата имеет прямой доступ к 822 Сингапурским компаниям. Благодаря проработанной системе личных контактов Чешско-Сингапурская Торговая Палата помогает компаниям с заключением контрактов в Азии и привлекает внимание Сингапурских инвесторов к интересным инвестиционным возможностям в Чешской Республике.
Чешско-Сингапурская Торговая Палата тесно сотрудничает с рядом министерств, государственными учреждениями, институциями и организациями как в Сингапуре, так и в Чешской Республике. Со стороны Сингапура партнерами Палаты также являются бизнес-ассоциации, торговые палаты и профессиональные организации предпринимателей.
Институциональными (присоединенными) членами Чешско-Сингапурской Торговой Палаты являются Агентство по поддержке бизнеса и инвестиций CzechInvest, Зарубежное бюро CzechTrade в Сингапуре и Технологический центр Академии наук Чешской Республики. Наиболее важными корпоративными членами являются например Lasvit, Meopta, Raiffeisenbank, Ysoft, P3 Logistic Parks и другие.
Важной частью деятельности Чешско-Сингапурской Торговой Палаты являются деловые конференции с представителями политических, дипломатических и деловых кругов. В качестве гостей на бизнес-конференциях Чешско-Сингапурской Торговой Палаты выступали, например, заместитель премьер-министра и министр промышленности и торговли Карел Гавличек, посол Чешской Республики в США Гинек Кмоничек, нерезидентный посол Чешской Республики в Сингапуре Иван Готек и другие.
Чешско-Сингапурская Торговая Палата является активным сторонником открытия посольства Чешской Республики в Сингапуре.

## Органы Палаты
- Исполнительный комитет (членами этой должности являются президент и оба вице-президента)
- Рукаводство (членами этой должности являются президент, оба вице-президента и председатели специальной комиссии)
- Специальные комиссии
- Членское собрание

## Специальные комиссии (рабочие группы)
- Комиссия по торговле и экспортному сотрудничеству
- Комиссия по инвестиционному сотрудничеству
- Комиссия по ИТ, технологическому сотрудничеству и стартапам
- Комиссия по науке, исследованию, университетскому и институциональному сотрудничеству
- Комиссия по делам соотечественников и культурному сотрудничеству